# Tifoseria della S.S.C. Ancona
In questa voce sono riportate informazioni relative alla storia ed evoluzione della tifoseria del U.S. Ancona, società calcistica italiana con sede ad Ancona.

La curva nord anconitana negli anni ottanta (Stadio Dorico).

## Contesto
Per le partite casalinghe la tifoseria organizzata si riunisce nella curva nord dello Stadio Del Conero.

## Fan club
Il Clubs Uniti Biancorossi Ancona è l'associazione che raccoglie tutti i club di tifosi dell'Ancona presenti in Italia.

## Tifoseria organizzata
Il movimento ultras nella città dorica nacque nel 1978. In curva nord, storica sede del tifo organizzato anconetano, viene apposto lo striscione Fossa biancorossa. Probabilmente, tale dicitura fu scelta per omaggiare la Fossa dei leoni, storico gruppo organizzato al seguito del Milan. Inizialmente, i ragazzi che andarono a formare tale gruppo prendevano posto nella gradinata del vecchio stadio Dorico, dato che la curva veniva destinata al tifo ospite. Si spostarono in curva per differenziarsi degli altri club che nacquero in quegli anni, situati tutti in gradinata. Si ricordano in particolare i Fedelissimi e le Furie Rosse.
Alla fine degli anni settanta contribuirono in maniera decisiva alla crescita del seguito i numerosi derby che l'Ancona disputò in Serie D contro formazioni minori come Jesina, Civitanovese, Vigor Senigallia e Osimana. All'inizio del decennio successivo, un gruppo di scissionisti della Fossa Biancorossa diede vita alle Brigate Biancorosse, che furono succedute della nascita del gruppo dei Fighters Ancona.
In occasione della promozione della squadra in Serie C1 del 1982 nacquero gli Ultras Ancona, che presero le redini del tifo organizzato in curva. Il simbolo del gruppo era il casco e la chiave inglese, chiara indicazione dell'ideologia sinistroide del gruppo. Tuttavia negli anni a seguire nacquero diverse fazione di matrice destroide, a dimostrazione della non vincolanza dell'ideologia politica all'interno del tifo organizzato.
Il periodo compreso fra il 1982 e il 1988 coincide con un periodo d'oro per il movimento ultras italiano, e anche quello dorico ne beneficia. I gruppi ultras anconetani condividono l'unica curva dello stadio Dorico con le tifoserie ospiti, e anche a causa di questa deficienza si verificarono scontri più o meno violenti con gli ultras del Pescara, del Modena, della Sambenedettese, della Ternana e dello Spezia. In trasferta da segnalare duri confronti con i tifosi parmensi, reggiani, padovani e cesenati. Nacquero anche importanti amicizie con gli ultras del Cosenza, della SPAL e del Bologna. Nel 1987 si contano oltre dieci gruppi nella curva anconetana, e ai sopracitati si aggiunsero i Red Kaos, i Leoni della pista, The Warriors, e gli Hunters Ancona. La curva a quel punto si coalizzò; nacque il Collettivo Curva Nord Ancona, che ben presto divenne un gruppo vero e proprio, che prese in mano le redini della curva, e dove defluirono tutti i membri delle precedenti fazioni. Alcuni gruppi tuttavia decisero di mantenere una propria autonomia, come i Warriors, la Vecchia Guardia e i Red Kaos.
Nella stagione 1987-1988 l'Ancona viene promossa in Serie B, e la tifoseria affronta delle oceaniche trasferte; in particolare si ricordano i quattromila tifosi che raggiunsero Vicenza. Durante tale periodo l'ideologia politica all'interno della curva prende piede, e gli ultras utilizzano spesso la celebre effigie di Che Guevara. Durante la trasferta ad Ascoli Piceno del campionato 1990-1991, avvengono violenti scontri con la tifoseria locale, ciò comporta un gran numero di diffide e arresti che provoca un affievolimento dell'indole intemperante della tifoseria dorica.
Il campionato di Serie B 1991-1992 risulterà storico per la storia della società marchigiana: il 7 giugno 1992, l'Ancona conquista a Bologna la sua prima promozione in massima serie, davanti a dodicimila tifosi giunti in trasferta. In quell'occasione si rompe il gemellaggio con i bolognesi, in atto da dieci anni. La stagione successiva l'Ancona si trasferisce nel nuovo stadio Del Conero, che tuttavia deficita della curva nord. Ciò costringe gli ultras a occupare la curva sud. Con l'anno nuovo, nonostante l'immediata retrocessione nella serie cadetta, i dorici conquistano il diritto di partecipare alla finale della Coppa Italia 1993-1994, contro la Sampdoria. La partita di andata, giocata in terra marchigiana, è segnata da duri scontri all'esterno dello stadio fra fazioni.

Gli ultras dorici nei primi anni novanta.

Nel 1996 L'Ancona retrocede dopo anni in terza serie, causando un inevitabile allontanamento di molti tifosi delle sorti della squadra. I gruppi ultras rimasti sono il Collettivo e i The Warriors, che presenziano a ogni trasferta e si fanno notare per iniziative benefiche, tipiche delle tifoserie sinistroidi. In questo periodo, la tifoseria dorica è protagonista di violenti scontri in un autogrill con gli ultras fermani, apice di una recente rivalità. Nel campionato 1999-2000, i marchigiani conquistano la promozione in Serie B; lo scontro decisivo si gioca al campo neutro di Perugia contro i rivali ascolani. Per l'occasione oltre ottomila tifosi seguono la squadra, che ritrova parzialmente il discreto seguito perso qualche anno prima. Il campionato successivo è segnato da violenti confronti con fazioni rivali. Da segnalare gli scontri che caratterizzarono la trasferta a Pescara del 2001, dove circa cinquecento anconetani si scontrarono con le forze dell'ordine, e quelli che coinvolsero il gruppo dei Furiosi Cagliari, che perse ad Ancona il proprio striscione.
Nei primi anni duemila nasce Fronte di Resistenza Ultras a opera degli ultras livornesi, un fronte di coordinamento che coinvolge movimenti con marcata matrice di sinistra. Anche i gruppi organizzati anconetani entrano a farne parte, gettando le basi per un solido rapporto di rispetto con la tifoseria labronica. A ciò si aggiungono le costanti manifestazioni a favore del sociale sostenute dagli ultras dorici, come per esempio i Mondiali Antirazzisti di Montecchio Emilia o la partecipazione ai fatti inerenti al G8 di Genova.
Il 7 giugno 2003 l'Ancona riconquista la Serie A, davanti a oltre ottomila tifosi giunti in trasferta al seguito allo stadio Armando Picchi di Livorno contro la formazione locale. Nel campionato successivo nasce la Brigata Wallace, gruppo di chiara matrice destroide, che getta le basi per una discordanza politica che divide la curva, storicamente di sinistra. Ciò causa lo scioglimento del Collettivo, avvenuto nell'ottobre 2003, dopo sedici anni di militanza. Nascono gli Ultras Ancona, che prendono questo nome in omaggio allo storico gruppo del passato. Gli Ultras vengono affiancati dai Warriors, compattando l'ambiente, ma lasciando in disparte la Brigata Wallace. La priorità di unire la curva spingerà in seguito i gruppi a mettere da parte l'ideologia politica. A fine campionato l'Ancona retrocede e fallisce, essendo costretta a ripartire dalla Serie C2. Per l'occasione la Brigata Wallace muta la propria denominazione in Brigata Ancona, e nascono altri due gruppi che rispondono ai nomi di Cani Sciolti e 1905. Visto il proprio impegno a fare scomparire la politica dalla curva, gli ultras anconetani escono dal progetto Fronte di Resistenza Ultras sposato qualche anno prima.
Nel febbraio del 2007, in occasione degli scontri di Catania che precedono il derby Palermo-Catania, perde la vita l'ispettore capo Filippo Raciti. Ne consegue una dura repressione nei confronti del mondo ultras. Conseguentemente, i gruppi organizzati anconetani decidono per una presa di posizione consistente della diserzione delle partite casalinghe e nell'organizzazione di manifestazioni in città. Nel novembre 2007 si scioglie il gruppo degli Ultras Ancona dopo soli quattro anni di militanza, e il giovane gruppo dei Cani Sciolti. I membri di tali fazioni seguiranno le sorti dell'Ancona individualmente o unendosi a schieramenti già esistenti, come per esempio la Vecchia Guardia. Poco tempo dopo nasce il gruppo Curva Nord Ancona, con l'intenzione di prendere in mano le redini della curva, dalla fusione di The Warriors, Brigata Ancona e 1905, causando dissapori proprio con la Vecchia Guardia.
Nel 2008 l'Ancona torna in Serie B. Tuttavia, dopo una salvezza strappata ai play-out, retrocede, fallisce e viene radiata, causando l'impossibilità a essere iscritta in altri campionati se non in Terza Categoria. Il 10 agosto si riesce comunque a comporre una società da iscrivere al campionato di Eccellenza regionale. La tifoseria organizzata mette in piedi un azionariato popolare che, tramite l'associazione appositamente creata "Sosteniamo l'Ancona", si prefigge l'obiettivo di sostenere economicamente il club dorico grazie a quote versate dai tifosi stessi.
Nella nuova stagione, la tifoseria anconitana viene colpita dal provvedimento del divieto di presenziare in trasferta, a causa degli scontri con le forze dell'ordine avvenuti durante la trasferta di Rimini contro il Real, e quelli avvenuti in occasione della partita contro la Sambenedettese con gli ultras rossoblu. La decisione verrà in seguito revocata, e l'Ancona verrà seguita da oltre millecinquecento tifosi nella trasferta a Fano, decisiva per la promozione in Serie D.

## Gemellaggi e rivalità

### Gemellaggi e amicizie
- SPAL (dal 1984)
- Genoa (dal 1988)
- Napoli (dal 1984)
- Bologna (1982-1992)
- Borussia Dortmund
- Cosenza (dal 1985)
- Catania

La tifoseria dorica coltiva gemellaggi di lungo corso con gli ultras di Genoa, SPAL, e Napoli. Ottimi rapporti si registrano con i supporter del Cosenza, nati nel 1985 in occasione di un raduno ultras organizzato dai tifosi rossoblu nella città calabrese. Le due tifoserie sono legate anche dalla comune ideologia sinistroide.. In passato si avevano delle amicizie con il Bologna e il Livorno. 

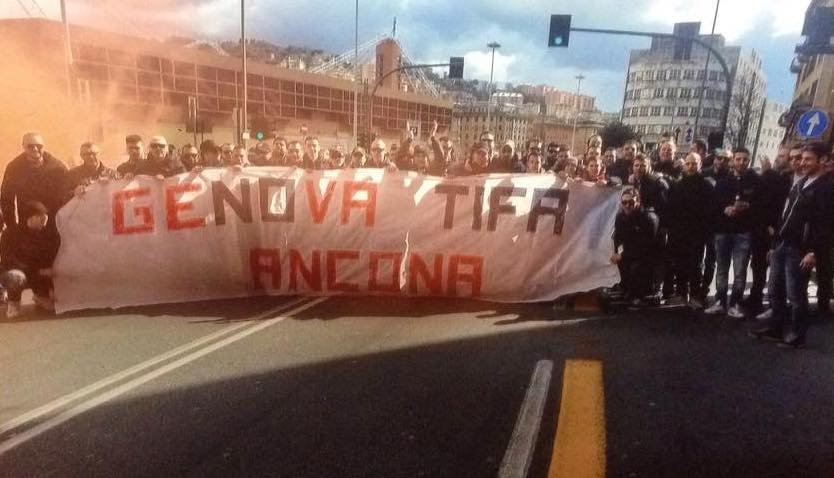
Striscione genoano inneggiante al gemellaggio con la tifoseria anconitana
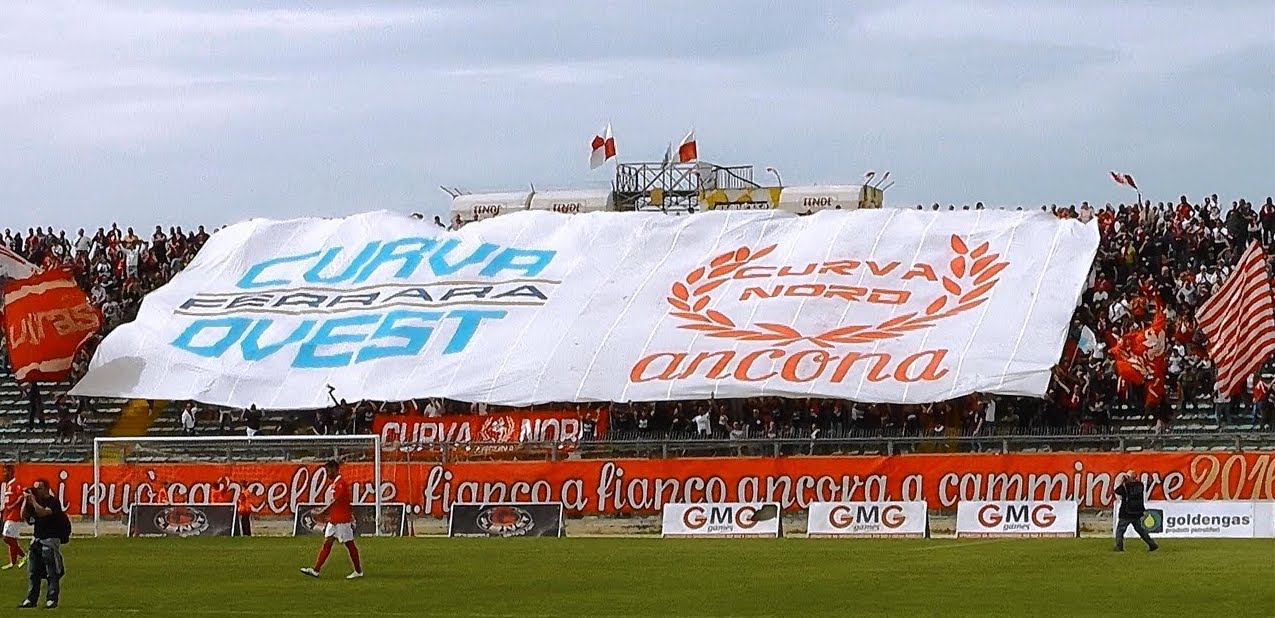
Coreografia dei tifosi dell'Ancona inneggiante al gemellaggio con la SPAL

### Rivalità
Le rivalità più accese sussistono contro i collettivi al seguito di Ascoli, Sambenedettese, Pescara e Perugia. Altre inimicizie si hanno con i sostenitori di Cagliari, Verona, Modena, L.R. Vicenza, Brescia, Spezia, Parma, Sampdoria, Reggiana, Fermana, Vis Pesaro, Fano, Rimini, Giulianova e Cesena.